# ماريا نيكيفوروفا
ماريا هريهوريفنا نيكيفوروفا (1885-1919) زعيمة أوكرانية لبارتيزان لاسلطوي قادت الحرس الأسود خلال حرب الاستقلال الأوكرانية، وأصبحت مشهورة على نطاق واسع بصفة أتامان. وصفت نفسها بأنها إرهابية منذ سن 16 عامًا، وسُجنت بسبب أنشطتها في روسيا قبل أن تتمكن من الفرار إلى أوروبا الغربية. اتخذت موقفًا داعمًا للدفاع عن بلدها عند اندلاع الحرب العالمية الأولى وانضمت إلى الفيلق الأجنبي الفرنسي على جبهة مقدونيا قبل أن تعود إلى أوكرانيا مع اندلاع ثورة 1917.
أنشأت مفرزة قتالية لاسلطوية في مسقط رأسها ألكساندروفسك (المعروفة اليوم باسم زاباروجيا) وهاجمت بعد ذلك قوات حكومة روسيا المؤقتة وجمهورية أوكرانيا الشعبية. انضمت إلى جانب الجمهورية الأوكرانية السوفييتية بعد أن تطورت الثورة البلشفية إلى حرب أهلية، وقادت دروزينا في الاستيلاء على توريدا ويليسافيتغراد (المعروفة اليوم باسم كروبيفنيتسكي) من الجيش الشعبي الأوكراني.
أُجبرت على الفرار إلى روسيا عندما غزت قوى المركز أوكرانيا، حيث حوكمت بتهمة العصيان من قبل الحكومة البلشفية الوليدة. شاركت لفترة وجيزة في الأنشطة المدنية لمخنوفشتشينا عندما عادت إلى أوكرانيا، قبل أن تستأنف نشاطها الإرهابي. أرادت اغتيال قادة الحركة البيضاء (أنطون دينيكين وألكسندر كولتشاك) ولكن قُبض عليها وأُعدمت.

## سيرتها

### بداية حياتها والمنفى
وُلدت نيكيفوروفا في ألكساندروفسك في 1885، وكان والدها ضابطًا خلال الحرب الروسية العثمانية 1877-1878. غادرت المنزل في سن 16، بعد أن وقعت في حب «مغامر» سرعان ما تخلى عنها في الأحياء الفقيرة في ألكساندروفسك. أصبحت عاملة مأجورة لتغطية نفقاتها، عملت أولًا جليسة أطفال، ثم بائعة تجزئة، وفي النهاية عاملة مصنع مهمتها غسل الزجاجات في معمل لتقطير الفودكا.
بعد وقت قصير من بدء مزاولتها العمل، انضمت إلى مجموعة شيوعية لاسلطوية محلية أُسست في الفترة التي سبقت ثورة 1905. بعد فترة من المراقبة السياسية، انخرطت نيكيفوروفا في حملة المجموعة من «الإرهاب بلا دافع»، أدت خلالها عددًا من مهمات التفجير ومصادرة الأملاك، بما في ذلك عمليات السطو المسلح. حاولت الانتحار بتفجير نفسها عندما قُبض عليها، لكن القنبلة فشلت وسُجنت. أسفرت محاكمتها في 1908 بتهمة القتل والسطو المسلح عن الحكم على نيكيفوروفا بعقوبة الإعدام، لكنها خُففت لاحقًا إلى السجن مدى الحياة مع الأشغال الشاقة بسبب صغر سنها. قضت جزءًا من عقوبتها في السجن الانفرادي في سجن بتروبافلوفسك في سانت بطرسبرغ، قبل أن تُنفى إلى سيبيريا في 1910.
هربت عبر سكة الحديد العابرة لسيبيريا إلى فلاديفوستوك بعد إثارتها أعمال شغب في السجن، ثم ذهبت بعدها إلى اليابان. أمنت مجموعة من اللاسلطويين الصينيين مرورها إلى الولايات المتحدة، حيث مكثت لفترة وجيزة مع لاسلطويين روس آخرين في المنفى ونشرت مقالات في صحفهم باللغة الروسية. انضمت إلى الحركة اللاسلطوية في إسبانيا في 1912 وشاركت في عملية سطو على بنك في برشلونة أصيبت خلالها بجروح وأجبرت على طلب العلاج سرًا في باريس. يقال إن نيكيفوروفا، وهي امرأة ثنائية الجنس، خضعت أيضًا لتدخل طبي أثناء علاجها.
التقت نيكيفوروفا في مقاهي العاصمة الفرنسية بعدد من الفنانين والسياسيين الروس المنفيين، كان الاشتراكي الديمقراطي الأوكراني فلاديمير أنتونوف أوفسينكو أحدهم، وأصبحت ذاتها فنانة تخصصت في الرسم والنحت. دخلت أيضًا خلال هذا الوقت في زواج مصلحة مع لاسلطوي بولندي يدعى ويتولد بروزتيك واحتفظت بكنيتها. حضرت مؤتمرًا لاسلطويًا في لندن مع اقتراب نهاية 1913، وسجلت نفسها باسم «ماريوسيا»، وهو تصغير سلافي ل «ماريا». عند اندلاع الحرب العالمية الأولى، انحازت إلى موقف بيوتر كروبوتكين المناهض لألمانيا وذلك لصالح قوى الحلفاء. انضمت إلى الفيلق الأجنبي الفرنسي وتخرجت بعد ذلك بصفة ضابط من كلية عسكرية. خدمت نيكيفوروفا على جبهة مقدونيا قبل أن يُقنعها اندلاع ثورة 1917 بترك الجبهة والعودة إلى ديارها.

### العودة إلى ألكساندروفسك
عندما وصلت نيكيفوروفا إلى بيتروغراد، وجدت المدينة في حالة من «ازدواجية السلطة»، إذ كانت الحكومة المؤقتة والسوفييت المحليون يتنافسان من أجل السيطرة، في حين أخذ اللاسلطويون دور قوات اصطدام في الغالب لإثارة الاضطرابات المناهضة للحكومة. نظمت نيكيفوروفا مسيرات مؤيدة للاسلطوية في كرنشتات وألقت خطابات فيها، إذ أقنعت الآلاف من البحارة بالمشاركة في انتفاضة ضد الحكومة المؤقتة. قُمعت الانتفاضة في النهاية عندما حجب البلاشفة دعمهم عنها. نجت نيكيفوروفا بأعجوبة من حملة القمع الحكومية التي تبعت ذلك في بيتروغراد وهربت عائدة إلى مدينتها ألكساندروفسك، ووصلت أخيرًا في يوليو 1917 بعد ثماني سنوات في المنفى. بعد وقت قصير من وصولها، نفذت نيكيفوروفا مصادرة معمل التقطير المحلي بمساعدة الاتحاد اللاسلطوي في المدينة المكون من 300 شخص وبدعم من عمال المصانع المحليين، وتبرعت بجزء من الأموال المضبوطة إلى السوفييت المحليين. سرعان ما أنشأت مفرزة قتالية لاسلطوية قوامها 60 فردًا وبدأت في تجميع الأسلحة التي حُصل عليها من الهجمات على مراكز الشرطة والمستودعات، والتي طاردت بها الكثير من ضباط الجيش والملاك في المدينة وأعدمتهم.
التقت بزعيم الفلاحين نستور ماخنو في 29 أغسطس 1917 في بلدة هوليايبولي التي يسيطر عليها اللاسلطويون، حيث ألقت خطابًا تدعو فيه إلى التمرد ضد حكم المجلس المركزي لأوكرانيا المنشأ حديثًا، محذرة من ثورة مضادة محتملة. في أثناء خطاب نيكيفوروفا، تلقى اللاسلطويون أنباء من بيتروغراد عن محاولة انقلاب نفذها لافار كورنيلوف وقرروا تشكيل لجنة للدفاع عن الثورة. عندما بدأت اللجنة في وضع خطط للاستيلاء على الأسلحة من البرجوازية المحلية، ردت نيكيفوروفا بخطة خاصة بها: مداهمة الحامية العسكرية القريبة في أورخيف. كانت قد جمعت 200 مقاتل بحلول 10 سبتمبر، مسلحين فقط ببضع عشرات من الأسلحة، وانطلقت إلى أورخيف بالقطار. حاصرت المفرزة اللاسلطوية أفواج الجيش الروسي لدى وصولها واستولت عليها. أمرت نيكيفوروفا بإعدام جميع الضباط ونزع سلاح الجنود العاديين قبل السماح لهم بالعودة إلى ديارهم. أعادت الأسلحة التي استولت عليها إلى لجنة الدفاع عن الثورة في هوليايبولي، ثم عادت إلى ألكساندروفسك بنفسها. سمى ماخنو أحد ألوية المغاوير على اسمها «ماريوسيا» وذلك تقديرًا للمساعدة التي قدمتها.
أخذت هوليايبولي لاحقًا تتلقى تهديدات من الجهاز المحلي للحكومة المؤقتة في ألكساندروفسك، الذي أقلقه النفوذ اللاسلطوي المتزايد في المنطقة. استجاب ماخنو بالسفر إلى المدينة ولعبت نيكيفوروفا دور دليل له وتحدث مباشرة إلى منظمات العمال المحلية. بعد أن غادر ماخنو المدينة، اعتقلت السلطات نيكيفوروفا بسرعة وسجنتها. انتشر خبر اعتقالها بسرعة؛ وطالب وفد من العمال بإطلاق سراحها في اليوم التالي. بعد رفض طلباتهم من قبل الحكومة المؤقتة، أحضر العمال زعيم السوفييت بالقوة إلى السجن وضمنوا إطلاق سراحها، وألقت نيكيفوروفا خطابًا بعد ذلك أمام الحشد داعية إلى اللاسلطوية. احتفل اللاسلطويون من هوليايبولي، الذين أُرسلوا لمهاجمة ألكساندروفسك وإجبارهم على إطلاق سراح نيكيفوروفا، عند سماعهم أن عملهم قد نُفذ بالفعل.
كان تكوين الهيئة الجديدة أكثر يسارية بشكل واضح خلال الانتخابات اللاحقة لسوفييت ألكساندروفسك، وشمل عددًا من المندوبين اللاسلطويين.

### معركة ألكساندروفسك
رحبت نيكيفوروفا باندلاع الثورة البلشفية بصفتها خطوة أخرى نحو «اضمحلال الدولة». شرعت في إنشاء فصائل مسلحة في ألكساندروفسك عُرفت باسم «الحرس الأسود»، وإعداد رد لاسلطوي منظم لصراع كان يتصاعد بسرعة نحو حرب أهلية.